# Burn Out
《Burn Out》是荷兰DJ马丁·盖瑞斯和贾斯汀·迈洛主唱，德温·惠特摩尔伴唱的单曲。歌曲于2018年9月14日通过盖瑞斯位于荷兰的唱片公司戳印唱片发行，并独家授权给索尼音乐旗下的史诗阿姆斯特丹。

## 背景
《Burn Out》是盖瑞斯与迈洛的第二首合作作品，此前他们曾共同演唱过《Bouncybob》。2017年3月，歌曲在迈阿密超世代音乐节上首映。这首单曲在盖瑞斯和Axe合作推出新平台后正式发行。盖瑞斯说：“我很荣幸参加AXE音乐平台的发布活动。我喜欢AXE，当在工作室会面时，我们一见如故，这对我们的合作非常重要。我对新单曲《Burn Out》的视频非常满意。

## 音乐视频
《Burn Out》音乐视频同歌曲于2018年9月14日在Youtube发行，总时长3分37秒。在视频中，男主人公在洗衣房里遇到了一位女孩并爱上了她，他们进入了不同的门户网站，网站的主题与“他内心中的狂野现实”相似，最终男主人公获得了与她交谈的信心。马丁·盖瑞斯在视频开头短暂露面。

## 评价
《公告牌》称《Burn Out》为“有趣而轻快的夏末果酱，流行舞蹈令人振奋并带有时髦的合成线。”同时称这首歌“足够盛大”以出现在音乐节中，并且“足够可爱”以作为与朋友在长时间开车时一起聆听的音乐。

## 榜单

### 周榜
| 榜单（2018年-2020年）                        | 最高排名 |
| -------------------------------------------- | -------- |
| 奥地利（Ö3四十强单曲榜）                     | 55       |
| 捷克（百強數位單曲榜）                       | 61       |
| 90                                           |          |
| 匈牙利（四十强电台榜）                       | 8        |
| 匈牙利（四十強串流榜）                       | 39       |
| 荷兰（百强单曲榜）                           | 52       |
| 新西兰（新西兰唱片音乐协会）                 | 22       |
| 挪威（世道單曲榜）                           | 34       |
| 罗马尼亚（百强电台榜）                       | 89       |
| 斯洛伐克（電台百強單曲榜）                   | 27       |
| 斯洛伐克（百強數位單曲榜）                   | 75       |
| 瑞典（瑞典最熱榜）                           | 64       |
| 瑞士（瑞士热门音乐榜）                       | 67       |
| 美國（《告示牌》Hot Dance/Electronic Songs） | 26       |

### 年终榜
| 榜单（2019年）             | 排名 |
| -------------------------- | ---- |
| 葡萄牙（葡萄牙唱片业协会） | 1538 |